# Брюйер-сюр-Фер
Брюйер-сюр-Фе́р (фр. Bruyères-sur-Fère) — коммуна во Франции, находится в регионе Пикардия. Департамент коммуны — Эна. Входит в состав кантона Фер-ан-Тарденуа. Округ коммуны — Шато-Тьерри.
Код INSEE коммуны — 02127.

## Население
Население коммуны на 2010 год составляло 206 человек.
| 1962 | 1968 | 1975 | 1982 | 1990 | 1999 | 2010 |
| ---- | ---- | ---- | ---- | ---- | ---- | ---- |
| 249  | 233  | 224  | 184  | 213  | 217  | 206  |

## Экономика
В 2010 году среди 128 человек трудоспособного возраста (15—64 лет) 85 были экономически активными, 43 — неактивными (показатель активности — 66,4 %, в 1999 году было 60,6 %). Из 85 активных жителей работали 78 человек (46 мужчин и 32 женщины), безработных было 7 (4 мужчины и 3 женщины). Среди 43 неактивных 11 человек были учениками или студентами, 11 — пенсионерами, 21 были неактивными по другим причинам.